# Gambir

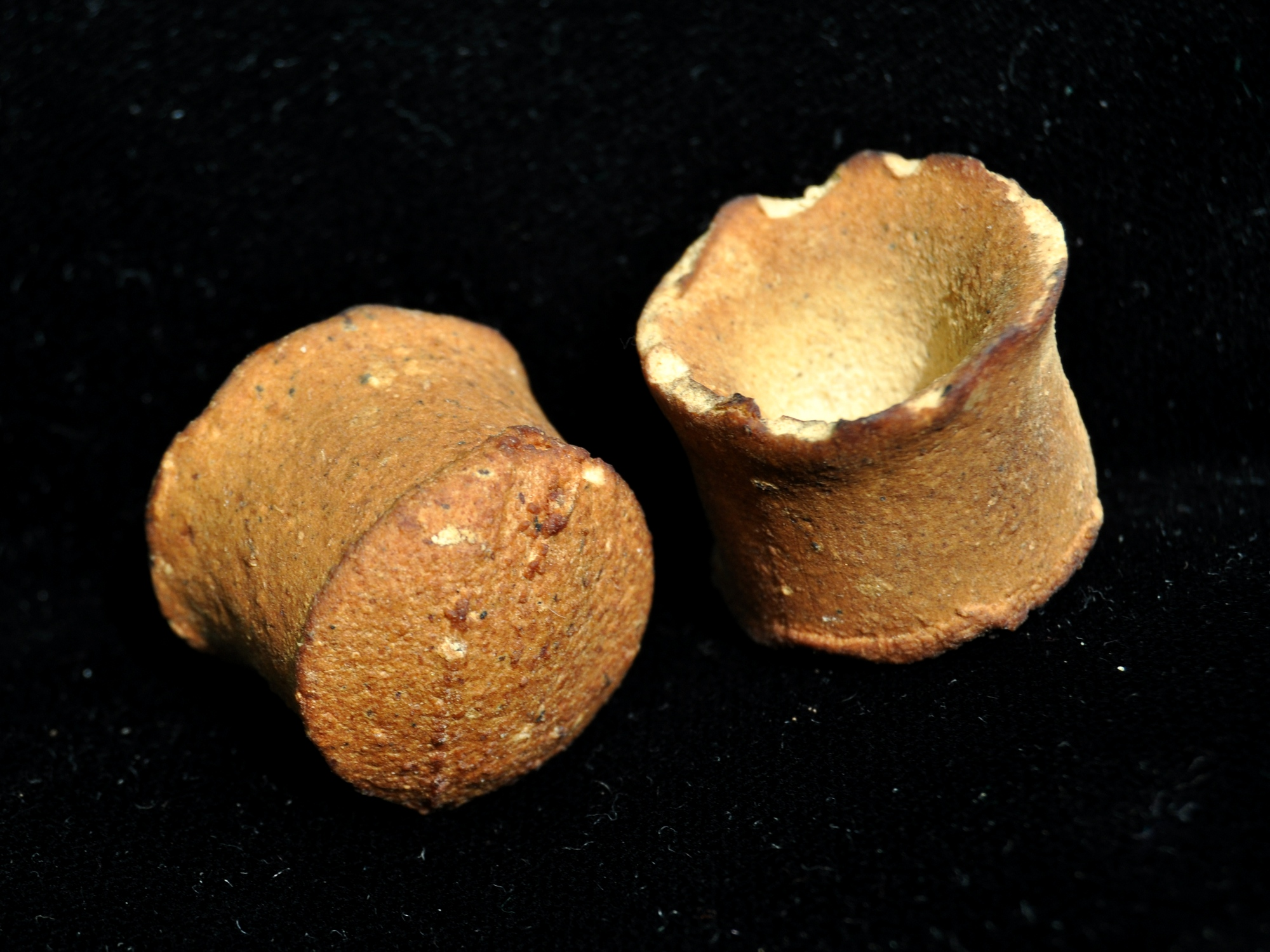
Gambir

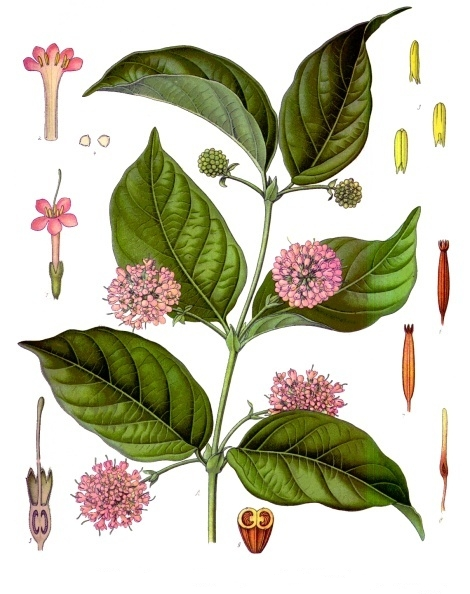
Illustration von Uncaria gambir

Der Gambir (aus dem Indonesischen, mit Betonung auf der ersten Silbe), auch Gambir-Katechu oder Gelber-Katechu genannt, ist ein Farb- und Gerbstoff, der aus den Blättern von kletternden Sträuchern verschiedener Uncaria-Arten, wie Uncaria gambir aus Malaysia und Indonesien gewonnen wird. Sowohl Gambir als auch der ähnliche Katechu von der Gerber-Akazie und anderen Akazien-Arten liefern eine braune Farbe meist für Baumwolle und Katechu auch eine schwarze Farbe für Seide.
Andere bzw. veraltete Bezeichnungen für Gambir sind Gelbes oder Weißes, Bleiches Katechu, Gutta Gambir und unrichtigerweise auch Terra japonica („japanische Erde“). Er wird besonders in Indonesien auf Java und Sumatra sowie in Hinterindien gewonnen, und zwar nicht wie Katechu aus Akazien, sondern aus den jungen Ästen und Blättern des zu den  Rötegewächsen gehörenden Strauches  Uncaria gambir. Diese Sorte erscheint teils in würfelförmigen dunkelbraunen oder schwarzrötlichen, innen etwas hellfarbigeren Stücken als Singapur-Gambir, teils als mehr gelbbraune, innen gleichfalls hellere Würfel (Rhiogambir).
Zum Verständnis der Pflanzenfarbstoffe sei erwähnt, dass die größere Zahl derselben nicht direkt in den betreffenden Pflanzenteilen enthalten ist, sondern erst durch einen Aufbereitungsprozess aus den vorhandenen Komponenten entsteht. Die eigentlichen Katechu-Sorten schmecken zusammenziehend und nachgehend süßlich, das Gambir aber entwickelt neben dem adstringierenden Geschmack Bitterkeit. Die Sorten lösen sich alle nur teilweise in kaltem Wasser, sollen dagegen in heißem völlig löslich sein und sind umso mehr verunreinigt, je mehr Bodensatz sie dabei hinterlassen. Es werden damit in Verbindung mit Chrom- und Kupfersalzen und anderen Zusätzen braune Farben, auch gemischte Farben und echtes Schwarz erzeugt.
Auch wird Gambir dem Betelbissen beigemischt.